# Jaime Peters
Jaime Bryant Piet Peters (ur. 4 maja 1987 w Pickering) – kanadyjski piłkarz występujący na pozycji pomocnika.

## Kariera klubowa
Peters zawodową karierę rozpoczynał w angielskim klubie Ipswich Town. 6 sierpnia 2005 w wygranym 1:0 meczu z Cardiff City zadebiutował w Championship. W Ipswich od czasu debiutu pełni rolę gracza rezerwowego. W debiutanckim sezonie rozegrał tam 13 ligowych spotkań. Pierwszego gola w zawodowej karierze strzelił 29 października 2006 w wygranym 5:0 spotkaniu z Luton Town. Od stycznia 2008 do maja 2008 przebywał na wypożyczeniu w zespole League One – Yeovil Town. W tym czasie zagrał tam w 14 ligowych meczach i zdobył jedną bramkę. Od 23 stycznia 2009 przez miesiąc grał na wypożyczeniu w Gillingham, występującym w League Two. Wystąpił tam w trzech ligowych pojedynkach, a 23 lutego 2009 powrócił do Ipswich, gdzie do końca sezonu 2008/2009 rozegrał jeszcze trzy spotkania.

## Kariera reprezentacyjna
W reprezentacji Kanady Peters zadebiutował 18 sierpnia 2004 w przegranym 0:2 meczu eliminacji Mistrzostw Świata 2006 z Gwatemalą. W 2005 roku został powołany na Złoty Puchar CONCACAF. Zagrał na nim we wszystkich trzech meczach swojej reprezentacji, która odpadła z turnieju po fazie grupowej. 4 czerwca 2008 w zremisowanym 2:2 towarzyskim spotkaniu z Panamą strzelił pierwszego gola w drużynie narodowej. W 2009 roku ponownie był uczestnikiem Złotego Pucharu CONCACAF. Wystąpił na nim dwa razy, a Kanada zakończył turniej na ćwierćfinale.